# Liz Cramer
Liz Rosana Cramer Campos  es una política paraguaya. De 2018 a 2020 fue ministra de Industria y Comercio, bajo el gobierno de Mario Abdo Benítez.
Anteriormente fue ministra-secretaria de Turismo.